# Elisabeth von Kleve
Elisabeth von Kleve (* um 1378; † nach 1439 in Köln), eine Tochter Graf Adolfs I. von Kleve, war als zweite Ehefrau Stephans III. von 1401 bis 1413 Herzogin von Bayern-Ingolstadt.

## Leben
Elisabeth wurde um 1378 als Tochter Graf Adolfs und seiner Gattin Margarete von Jülich geboren. Ihre älteste Schwester Margarete heiratete 1394 Herzog Albrecht I. von Straubing-Holland, während Elisabeth nach dem frühen Tod ihres ersten Gatten Reinhold II. von Heinsberg-Valkenburg am 17. Januar 1401 Albrechts Neffen Stephan III. ehelichte. Die Hochzeit war Teil der Krönungsfeierlichkeiten König Ruprechts von der Pfalz, der wie Albrecht und Stephan Wittelsbacher war.
Nach der Eheschließung folgte Elisabeth ihrem wesentlich älteren Ehemann nach Bayern, wo sie mit ihm in Ingolstadt und Wasserburg lebte. Stephan, der bis ins hohe Alter aktiv blieb und noch 1411 in Frankfurt Tanzveranstaltungen besuchte, nahm sie auch auf seine Reisen in Bayern und im Reich mit. Weniger gut war das Verhältnis zwischen Elisabeth und Ludwig, seinem Sohn aus erster Ehe. Dieser weigerte sich, das im Ehevertrag vorgesehene Wittum im Wert von 6000 Gulden jährlich zu bestätigen.
Nachdem Stephan im September 1413 gestorben war und Ludwig keine Anstalten machte, für ihre finanzielle Versorgung zu sorgen, musste Elisabeth Kleider und Schmuck verpfänden. Erst auf dem Konzil von Konstanz konnte sie 1415/1416 ihren Stiefsohn überzeugen, zumindest einen Teil ihrer Schulden zu übernehmen. Regelmäßige Zahlungen erhielt sie aber auch nach dem Verzicht auf zwei Drittel ihrer Ansprüche 1418 nicht. Interventionen bei König Sigismund, Ludwig von der Pfalz und Friedrich von Tirol blieben ebenso erfolglos wie Klagen vor westfälischen Femegerichten.
1430 konnte Elisabeth endlich eine Einigung mit Ludwig erzielen, eine Einmalzahlung in Höhe von 12.000 Gulden war das Ergebnis ihrer fast zwei Jahrzehnte andauernden Auseinandersetzungen. Danach lebte sie zurückgezogen in Köln. Zuletzt trat Elisabeth von Kleve als Vermittlerin der Ehe zwischen Margarete, einer Tochter ihres Bruders Adolf, und Herzog Wilhelm von Bayern-München in Erscheinung. Sie starb nach 1439 und wurde im Kölner Mauritiuskloster begraben.